# Andrew Butler
Andrew Pickens Smith Butler (ur. 18 listopada 1796 w Edgefield, zm. 25 maja 1857) – amerykański polityk, senator z Karoliny Południowej. Zwolennik i obrońca niewolnictwa.

## Życiorys
Urodził się 18 listopada 1796 r. w Edgefield, w rodzinie gen. Williama Butlera i Behethland Foote Moore. Uczęszczał do Doctor Waddell’s Academy w Willington, a w 1817 r. ukończył South Carolina College (późniejszy University of South Carolina). Butler ukończył prawo i został przyjęty do palestry w 1818 r. Jako prawnik praktykował w Columbii, Edgefield, Lexington, Barnwell i Newberry. W Columbii pracował krótko, szybko wrócił do rodzinnego Edgefield, gdzie oprócz lukratywnej praktyki adwokackiej prowadził również 1000-akrową plantację, na której miał kilkudziesięciu niewolników. Częściowo powodzenie na początku kariery zawdzięczał znajomości z Johnem C. Calhounem.
W latach 1824–1831 zasiadał w stanowej Izbie Reprezentantów i był w 1824 r. doradcą w administracji gubernatora Karoliny Południowej. W latach 1832–1833 zasiadał w stanowym Senacie. W 1833 r. został mianowany sędzią w okręgowym sądzie karnym Karoliny Południowej, a potem w latach 1835–1846 był sędzią w sądzie cywilnym tego samego okręgu. Dzięki poparciu Calhouna został z ramienia Demokratów Praw Stanowych wybrany do Senatu Stanów Zjednoczonych, by zapełnić wakat po rezygnacji senatora George′a McDuffiego. Kolejno w 1848 i 1854 r. uzyskiwał z poparciem Partii Demokratycznej reelekcje. Łącznie zasiadał w izbie od 4 grudnia 1846 r. aż do śmierci, przez cały okres będąc członkiem komisji sprawiedliwości, był też jej przewodniczącym.
Podobnie jak Calhoun twierdził, że rząd federalny nie ma kompetencji, by decydować o kwestiach niewolnictwa na nowych terytoriach, protestował przeciwko żądaniu Kalifornii zakazania na jej terenie niewolnictwa po przyjęciu do Unii i wzywał do stworzenia bardziej skutecznego prawa przeciw zbiegłym niewolnikom. Po śmierci Calhouna poparł Kompromis 1850 roku. Był jednym ze współtwórców ustawy o Kansas i Nebrasce, która utworzyła nowe terytoria Kansas i Nebraska na zachód od rzeki Missouri. Wraz z innymi zwolennikami niewolnictwa, Davidem Atchinsonem z Missouri i Jamesem Masonem oraz Robertem M. T. Hunterem z Wirginii, naciskał na przewodniczącego senackiej komisji terytoriów Stephena Douglasa w kwestii dopuszczenia niewolnictwa na nowych terenach. Przyjęta ustawa doprowadziła z czasem do wzrostu napięcia między północnymi i południowymi stanami, które ostatecznie przekształciło się w wojnę secesyjną. 20 maja 1856 r. abolicjonista Charles Sumner w swojej mowie Zbrodnia przeciw Kansas skrytykował zwolenników niewolnictwa, a Butlera nazwał sutenerem i zasugerował, że uprawia seks z niewolnicami. Butler był podczas tego przemówienia nieobecny. Dwa dni później jego siostrzeniec i również kongresmen Preston Brooks pobił Sumnera laską do nieprzytomności.
Zmarł 25 maja 1857 r. w hrabstwie Edgefield, po dwóch latach od udaru, który wyłączył go z czynnej polityki.
Żonaty z Susan Anne Simkins (zm. 1830), w 1832 r. ożenił się z Harriet Hayne (zm. 1834) i miał z nią córkę Eloise. Jego bratankiem był Matthew Butler.